# Earlyho jev

Obrázek 1: Nahoře: efektivní šířka báze NPN tranzistoru pro nízké předpětí v závěrném směru mezi kolektorem a bází; Dole: užší NPN šířka báze pro velké předpětí v závěrném směru mezi kolektorem a bází. Šrafované oblasti jsou depletiční oblasti.

Obrázek 2: Earlyho napětí (V_{A}) znázorněné na grafu výstupní charakteristiky bipolárního tranzistoru.

Earlyho jev, pojmenovaný po svém objeviteli Jamesovi M. Earlym, je změna efektivní šířky báze bipolárního tranzistoru v závislosti na napětí báze-kolektor. Větší předpětí v závěrném směru na PN přechodu kolektor-báze zvětšuje například šířku vyprázdnění mezi kolektorem a bází, čímž se oblast báze obsahující nosiče náboje zužuje.

## Vysvětlení
Na Obrázku 1 je neutrální (tj. aktivní) báze zobrazena plnou zelenou, zatímco vyprázdněné bázové oblasti jsou zelené šrafované. Neutrální oblasti emitoru a kolektoru jsou modré a vyprázdněné oblasti modré šrafované. Ve spodní části Obrázku 1 je znázorněno, jak se při zvětšení předpětí v závěrném směru mezi kolektorem a bází rozšiřuje vyprázdněná oblast báze, čímž se neutrální oblast báze zužuje.
Při zvýšení předpětí v závěrném směru se vyprázdněná oblast kolektoru také zvětšuje, ještě více než vyprázdněná oblast báze, protože kolektor je dotován slaběji než báze. Princip, kterým se řídí tyto dvě šířky, je nábojová neutralita. Zužování kolektoru však nemá významný vliv, protože kolektor je mnohem delší než báze. Poměry na přechodu emitor–báze se nemění, protože napětí emitor–báze zůstává stejné.
Zužování aktivní oblasti báze má dva důsledky, které ovlivňují výstupní proud:
- Existuje menší pravděpodobnost rekombinace v „menší“ oblasti báze.
- Nábojový gradient přes bázi se zvyšuje, v důsledku čehož se proud minoritních nosičů injikovaných do přechodu kolektor-báze zvětšuje, tento čistý proud se označuje {\displaystyle I_{CB0}}.

Oba tyto faktory zvětšují kolektorový nebo „výstupní“ proud tranzistoru při zvyšování napětí kolektoru, ale pouze druhý z nich se nazývá Earlyho jev. Tento zvětšený proud ukazuje Obrázek 2. Přímky proložené charakteristikami při velkém napětí se protínají při napětí, které se nazývá Earlyho napětí a obvykle se označuje symbolem VA.

## Model velkého signálu
V dopředné aktivní oblasti ovlivňuje Earlyho jev kolektorový proud ({\displaystyle I_{\mathrm {C} }}) a dopředné proudové zesílení v zapojení se společným emitorem ({\displaystyle \beta _{\mathrm {F} }}), což se obvykle popisuje následujícími rovnicemi:
{\displaystyle {\begin{aligned}I_{\mathrm {C} }&=I_{\mathrm {S} }e^{\frac {V_{\mathrm {BE} }}{V_{\mathrm {T} }}}\left(1+{\frac {V_{\mathrm {CE} }}{V_{\mathrm {A} }}}\right)\\\beta _{\mathrm {F} }&=\beta _{\mathrm {F0} }\left(1+{\frac {V_{\mathrm {CE} }}{V_{\mathrm {A} }}}\right),\end{aligned}}}
kde
- {\displaystyle V_{\mathrm {CE} }} je napětí kolektor–emitor
- {\displaystyle V_{\mathrm {BE} }} je napětí báze–emitor
- {\displaystyle I_{\mathrm {S} }} je reverzní saturační proud
- {\displaystyle V_{\mathrm {T} }} je tepelné napětí {\displaystyle \mathrm {kT/q} }; viz role tepelného napětí ve fyzice polovodičů
- {\displaystyle V_{\mathrm {A} }} je Earlyho napětí (typicky 15–150 V; menší pro menší tranzistory)
- {\displaystyle \beta _{\mathrm {F0} }} je dopředný proudový zisk v zapojení se společným emitorem při nulovém předpětí.

V některých modelech je korekční faktor kolektorového proudu založen na napětí kolektor-báze VCB (jak je popsané v popisu modulace šířky báze) místo napětí kolektor–emitor VCE. Použití VCB může být fyzikálně věrohodnější, v souladu s fyzikálním původem efektu, kterým je rozšíření vrstvy vyprázdnění mezi kolektorem a bází, které závisí na VCB. Počítačové modely, např. model používaný v SPICE, používají napětí mezi kolektorem a bází VCB.

## Model malého signálu
Earlyho jev lze v obvodových modelech malého signálu (např. Giacolettův model) modelovat rezistorem s odporem
{\displaystyle r_{O}={\frac {V_{A}+V_{CE}}{I_{C}}}\approx {\frac {V_{A}}{I_{C}}}}
paralelně s přechodem kolektor–emitor tranzistoru. Tento rezistor tedy může vysvětlovat konečný výstupní odpor jednoduchého proudového zrcadla nebo zesilovače se společným emitorem s aktivní zátěží.
V souladu s modelem používaném ve SPICE, a jak je diskutováno výše, použitím {\displaystyle V_{CB}} dostáváme výstupní odpor:
{\displaystyle r_{O}={\frac {V_{A}+V_{CB}}{I_{C}}}}
což téměř souhlasí s učebnicovým výsledkem. V obou formulacích se {\displaystyle r_{O}} mění s předpětím v závěrném směru {\displaystyle V_{CB}}, stejně jako pozorujeme v praxi.[zdroj?]
Výstupní odpor MOSFET je dán v Shichmanově–Hodgesově modelu (přesném pro velmi staré technologie) vzorcem:
{\displaystyle r_{O}={\frac {1+\lambda V_{DS}}{\lambda I_{D}}}={\frac {1}{I_{D}}}\left({\frac {1}{\lambda }}+V_{DS}\right),}
kde {\displaystyle V_{DS}} = napětí drain-source, {\displaystyle I_{D}} = proud elektrodou drain a {\displaystyle \lambda } = parametr modulace délky kanálu, která je obvykle nepřímo úměrná délce kanálu L.
Díky podobnosti výsledku s chováním bipolárních tranzistorů se často termín „Earlyho jev“ používá také pro MOSFET.

### Voltampérové charakteristiky
Výrazy jsou odvozeny pro PNP tranzistor. Pro NPN tranzistor je třeba ve všech výrazech níže vzájemně prohodit n a p.
Při odvozování ideální voltampérové charakteristiky bipolárního tranzistoru se vychází z následujících předpokladů:
- Nízká úroveň injekce
- Rovnoměrné dotování každé oblasti s náhlou změnou na přechodu
- Jednorozměrný proud
- Zanedbatelná rekombinace a generace v oblastech s prostorovým nábojem
- Zanedbatelná elektrická pole mimo oblasti s prostorovým nábojem.

Důležité je charakterizovat minoritní difuzní proudy indukované injekcí nosičů.
Se zřetelem na PN-přechod je klíčovým vztahem difuzní rovnice:
{\displaystyle {\frac {d^{2}\Delta p_{\text{B}}(x)}{dx^{2}}}={\frac {\Delta p_{\text{B}}(x)}{L_{\text{B}}^{2}}}}
Níže je uvedené řešení této rovnice; při řešení se používají dvě okrajové podmínky pro nalezení {\displaystyle C_{1}} a {\displaystyle C_{2}}.
{\displaystyle \Delta p_{\text{B}}(x)=C_{1}e^{\frac {x}{L_{\text{B}}}}+C_{2}e^{-{\frac {x}{L_{\text{B}}}}}}
Následující rovnice platí pro oblast emitoru, druhá pro oblast kolektoru, a počáteční hodnoty {\displaystyle 0}, {\displaystyle 0'}, a {\displaystyle 0''} platí pro bázi, kolektor a emitor.
{\displaystyle {\begin{aligned}\Delta n_{\text{B}}(x'')&=A_{1}e^{\frac {x''}{L_{\text{B}}}}+A_{2}e^{-{\frac {x''}{L_{\text{B}}}}}\\\Delta n_{\text{c}}(x')&=B_{1}e^{\frac {x'}{L_{\text{B}}}}+B_{2}e^{-{\frac {x'}{L_{\text{B}}}}}\end{aligned}}}
Okrajová podmínka pro emitor je:
{\displaystyle \Delta n_{\text{E}}(0'')=n_{{\text{E}}O}\left(e^{{\frac {1}{kT}}qV_{\text{EB}}}-1\right)}
Hodnoty konstant {\displaystyle A_{1}} a {\displaystyle B_{1}} jsou nulové kvůli následujícím podmínkám pro oblasti emitoru a kolektoru když {\displaystyle x''\rightarrow 0} a {\displaystyle x'\rightarrow 0}.
{\displaystyle {\begin{aligned}\Delta n_{\text{E}}(x'')&\rightarrow 0\\\Delta n_{\text{c}}(x')&\rightarrow 0\end{aligned}}}
Protože {\displaystyle A_{1}=B_{1}=0}, hodnoty {\displaystyle \Delta n_{\text{E}}(0'')} a {\displaystyle \Delta n_{\text{c}}(0')} jsou {\displaystyle A_{2},} resp. {\displaystyle B_{2}}.
{\displaystyle {\begin{aligned}\Delta n_{\text{E}}(x'')&=n_{{\text{E}}0}\left(e^{\frac {qV_{\text{EB}}}{kT}}-1\right)e^{-{\frac {x''}{L_{\text{E}}}}}\\\Delta n_{\text{C}}(x')&=n_{{\text{C}}0}\left(e^{\frac {qV_{\text{CB}}}{kT}}-1\right)e^{-{\frac {x'}{L_{\text{C}}}}}\end{aligned}}}
{\displaystyle I_{{\text{E}}n}} a {\displaystyle I_{{\text{C}}n}} lze zapsat
{\displaystyle {\begin{aligned}I_{{\text{E}}n}&=\left.-qAD_{\text{E}}{\frac {d\Delta _{\text{E}}(x'')}{dx}}\right|_{x''=0''}\\I_{{\text{C}}n}&=-qA{\frac {D_{\text{C}}}{L_{\text{C}}}}n_{{\text{C}}0}\left(e^{\frac {qV_{\text{CB}}}{kT}}-1\right)\end{aligned}}}
Protože dochází k nevýznamné rekombinaci, druhá derivace {\displaystyle \Delta p_{\text{B}}(x)} je nula. Mezi hustotou přebytečných děr a {\displaystyle x} proto existuje lineární vztah:
{\displaystyle \Delta p_{\text{B}}(x)=D_{1}x+D_{2}}
Okrajové podmínky pro {\displaystyle \Delta p_{\text{B}}} jsou následující:
{\displaystyle {\begin{aligned}\Delta p_{\text{B}}(0)&=D_{2}\\\Delta p_{\text{B}}(W)&=D_{1}W+\Delta p_{\text{B}}(0),\end{aligned}}}
kde W je šířka báze. Dosadíme do výše uvedeného lineárního vztahu.
{\displaystyle \Delta p_{\text{B}}(x)=-{\frac {1}{W}}\left[\Delta p_{\text{B}}(0)-\Delta p_{\text{B}}(W)\right]x+\Delta p_{\text{B}}(0)}
Odtud odvodíme hodnotu {\displaystyle I_{{\text{E}}p}}.
{\displaystyle {\begin{aligned}I_{{\text{E}}p}(0)&=\left.-qAD_{\text{B}}{\frac {d\Delta p_{\text{B}}}{dx}}\right|_{x=0}\\I_{{\text{E}}p}(0)&={\frac {qAD_{\text{B}}}{W}}\left[\Delta p_{\text{B}}(0)-\Delta p_{\text{B}}(W)\right]\end{aligned}}}
Použitím vyjádření {\displaystyle I_{{\text{E}}p}}, {\displaystyle I_{{\text{E}}n}}, {\displaystyle \Delta p_{\text{B}}(0)} a {\displaystyle \Delta p_{\text{B}}(W)} získáme výraz pro emitorový proud:
{\displaystyle {\begin{aligned}\Delta p_{\text{B}}(W)&=p_{{\text{B}}0}e^{\frac {qV_{\text{CB}}}{kT}}\\\Delta p_{\text{B}}(0)&=p_{{\text{B}}0}e^{\frac {qV_{\text{EB}}}{kT}}\\I_{\text{E}}&=qA\left[\left({\frac {D_{\text{E}}n_{{\text{E}}0}}{L_{\text{E}}}}+{\frac {D_{\text{B}}p_{{\text{B}}0}}{W}}\right)\left(e^{\frac {qV_{\text{EB}}}{kT}}-1\right)-{\frac {D_{\text{B}}}{W}}p_{{\text{B}}0}\left(e^{\frac {qV_{\text{CB}}}{kT}}-1\right)\right]\end{aligned}}}
Podobně lze odvodit výraz pro kolektorový proud:
{\displaystyle {\begin{aligned}I_{{\text{C}}p}(W)&=I_{{\text{E}}p}(0)\\I_{\text{C}}&=I_{{\text{C}}p}(W)+I_{{\text{C}}n}(0')\\I_{\text{C}}&=qA\left[{\frac {D_{\text{B}}}{W}}p_{{\text{B}}0}\left(e^{\frac {qV_{\text{EB}}}{kT}}-1\right)-\left({\frac {D_{\text{C}}n_{{\text{C}}0}}{L_{\text{C}}}}+{\frac {D_{\text{B}}p_{{\text{B}}0}}{W}}\right)\left(e^{\frac {qV_{\text{CB}}}{kT}}-1\right)\right]\end{aligned}}}
S použitím předchozích výsledků lze proud báze vyjádřit vztahem:
{\displaystyle {\begin{aligned}I_{\text{B}}&=I_{\text{E}}-I_{\text{C}}\\I_{\text{B}}&=qA\left[{\frac {D_{\text{E}}}{L_{\text{E}}}}n_{{\text{E}}0}\left(e^{\frac {qV_{\text{EB}}}{kT}}-1\right)+{\frac {D_{\text{C}}}{L_{\text{C}}}}n_{{\text{C}}0}\left(e^{\frac {qV_{\text{CB}}}{kT}}-1\right)\right]\end{aligned}}}